# Covaccino
Le covaccino est un pain plat mince fait de farine et de levure, très populaire surtout en Toscane, cuit dans un four à bois, assaisonné d'huile et de sel,.
Il est consommé seul, mais est idéal avec les viandes froides et les charcuteries, les fromages, les légumes à l'huile, etc.